# Фердинанд Бонавентура I фон Харах
Фердинанд Бонавентура I фон Харах Рорау-Танхаузен (на немски: Ferdinand Bonaventura I Graf von Harrach zu Rohrau-Thannhausen; * 14 юли 1636, Прага, Бохемия; † 15 юни 1706, Карлсбад/Карлови Вари) е граф на Харах-Рорау-Танхаузен, императорски дипломат, държавник, кемерер, таен съветник, рицар на Ордена на Златното руно.

## Живот
Той е единственият син на дипломата граф Ото Фридрих фон Харах-Рорау (1610 – 1639) и съпругата му Лавиния Текла Гонзага фон Новелара (1607 – 1639), вдовица на граф Вратислав фон Фюрстенберг (1584 – 1631), дъщеря на 5. граф Камило II Гонзага-Новелара (1581 – 1650) и принцеса Мария Катерина д'Авалос (1586 – 1618). Внук е на имперски граф Карл фон Харах (1570 – 1628), съветник на император Фердинанд II, и фрайин Мария Елизабет фон Шратенбах-Хагенберг (1573 – 1653). Чичо му Ернст Адалберт фон Харах (1598 – 1667) е кардинал, архиепископ на Прага (1623 – 1667).
Фердинанд Бонавентура I пътува от 1655 до 1658 г. през Германия, Франция и Италия и през 1661 г. в Испания.
Той е доверено лице на император Леополд I. През 1661 г. става рицар на Хабсбургския Орден на Златното руно. Той става дипломат в Испания (1665, 1673 до 1677, 1697 и 1698), също във Франция и Полша.
От 1673 г. Фердинанд и съпругата му Йохана живеят в Мадрид, където той е посланик на Леополд I. През септември 1676 г. Фердинанд изпраща съпругата и петте си деца във Виена. След завръщането си във Виена през 1676 г., Фердинанд отново играе важна политическа роля. Той играе карти почти ежедневно с императора.
През 1683 г., годината на обсадата на Виена от турците, той е в щаба на Леополд I, който за известно време се намира в замъка Харах Ашах. Неговият дневник по време на обсадата на Виена е един от най-важните източници, обхващащи времето на турската криза. През 1697 г. за последно заминава за Испания, докато синът му Алойз Томас Раймунд служи като императорски посланик.
Фердинанд Бонавентура I построява дворец Харах във Виена. Той умира на 69 години на 15 юни 1706 г. в Карлсбад/Карлови Вари, където е на бани.

## Фамилия
Фердинанд Бонавентура I се жени на 28 октомври 1661 г. в Мадрид за графиня Йохана Терезия фон Ламберг (* 30 декември 1639, Виена; † 2 февруари 1716, дворец Харах, Виена), дъщеря на граф Йохан Максимилиан фон Ламберг (1608 – 1682) и графиня Юдит Ребека Елеонора фон Врбна-Фройдентал (1612 – 1690). Те имат девет деца:
- Карл фон Харах Рорау (* 1 ноември 1662; † 13 ноември 1684, Буда/Пеща в битка), императорски хауптман, неженен
- Йозефа фон Харах Рорау (* 14 февруари 1664, Виена; † 14 декември 1741, Залцбург), омъжена на 6 март 1682 г. във Виена за граф Ян Йозеф фон Кюенбург (* 19 април 1652, Унтер-Церау; + 7 март 1726, Залцбург)
- Франц Антон фон Харах (* 2 октомври 1665, Виена; † 18 юли 1727, Залцбург), имперски княз, княжески епископ на Виена (1702 – 1705) и архиепископ на Залцбург (1709 – 1727)
- Максимилиан фон Харах Рорау (* 19 септември 1666; † 15 май 1668)
- Алойз Томас Раймунд фон Харах (* 7 март 1669, Виена; † 7 ноември 1742, Виена), дипломат и индустриалец, женен I. за графиня Мария Барбара фон Щернберг († 1694/95), II. на 22 август 1695 г. в Грауенворт за графиня Анна Мария Цецилия Елизабет фон Танхаузен (* 14 март 1674, Грац; † 15 февруари 1721, Виена), III. на 8 юни 1721 г. за графиня Мария Ернестина фон Дитрихщайн-Николсбург (* 13 юли 1683; † 30 януари 1744, Виена)
- Йохан Камило фон Харах Рорау (* 19 юни 1670; † 1671)
- Франц фон Харах Рорау (* 1 февруари 1674; † 2 февруари 1674)
- Роза Ангела фон Харах Рорау (* 23 февруари 1674; † 30 август 1742), омъжена на 18 юли 1700 г. за 2. принц Филипе Емануел де Лонгуевал (* ок. 1673; † 4 март 1703)
- Йохан Йозеф Филип фон Харах Рорау (* 22 октомври 1678; † 8 август 1764), рицар на Немския орден (1712), президент на дворцовия военен съвет, генерал-фелдмаршал